# Gentofte Sportspark
Gentofte Sportspark (indtil 2012  Gentofte Stadion) er et sportsanlæg i Gentofte med boldbaner, ishaller, idrætshaller og skatepark, ejet af Gentofte Kommune.
Gentofte Sportspark hed indtil 2012 Gentofte Stadion, men skiftede til sit nuværende navn i forbindelse med en stærre renovering af anlægget. Det nuværende fodboldstadion har en kunstgræsbane med banestørrelse på 105 x 68 meter og et lysanlæg på 500 lux ved opvisningskampe samt en tilskuerkapacitet på 4.000 inkl. ca. 600 siddepladser.
Stadionbanen bliver mest brugt til fodboldkampe og er hjemmebane for HIK, Gentofte Fodbold Akademi og Jægersborg Boldklub samt amerikansk fodbold-klubben Copenhagen Towers.

## Historie
Gentofte Kommune udskrive i 1936 en arkitekt konkurrence om opførelsen af et idrætsstadion på kommunens grund på den gamle Tjørnegårds jorder, som kommunen forinden havde erhvervet. Konkurrencen blev vundet af Arne Jacobsen, og det nye stadion var klar til indvielse i 1942. En tribune med plads til 5.000 tilskuere på fodboldstadionet blev opført i 1954, og i 1965 blev anlægget udvidet med bl.a. bueskydningsbaner og en skøjtehal.
Tilskuerrekord til en fodboldkamp på det tidligere Gentofte Stadion er 13.500 tilskuere i 1985 i en kamp mellem Lyngby og B 1903. Ca. 12.000 tilskuere overværende, da B 1903 den 22. oktober 1991 besejrede Bayern München 6-2 på stadion.
Koncerter:
Det gamle Gentofte Stadion har været benyttet til adskillige koncerter, bl.a.:
- Supertramp - 1983
- Genesis (med Phil Collins) - 1987
- Pink Floyd - A Momentary Lapse of Reason Tour - 31. juli, 1988
- Simple Minds - 1989
- Tina Turner - Foreign Affair: The Farewell Tour - 22. maj, 1990
- Prince & The New Power Generation - Nude Tour, med Mavis Staples - 4. juni, 1990
- ZZ Top - Recycler World Tour , med Bryan Adams - 12. juni, 1991
- AC/DC, Metallica, Queensrÿche & The Black Crowes - Monsters of Rock - 10. august, 1991
- Michael Jackson - Dangerous World Tour - 20- juli, 1992 (udsolgt og havde deltagelse af 43,000 tilskuere.[7])
- Dire Straits (to shows) - 1992
- Metallica - Nowhere Else to Roam Tour, med Mercyful Fate, The Cult & Suicidal Tendencies - 28. maj, 1993
- Guns N' Roses - Use Your Illusion Tour - 8. juni, 1993
- U2 - Zoo TV Tour, med PJ Harvey & Stereo MC's - 27. juli, 1993
- Bruce Springsteen - 1993
- Brian Adams - 1994
- Rammstein (Giants of Rock) - 2005